# Phigalia melanaria
Phigalia melanaria är en fjärilsart som beskrevs av Bret. 1939. Phigalia melanaria ingår i släktet Phigalia och familjen mätare. Inga underarter finns listade i Catalogue of Life.